# Mars Global Surveyor

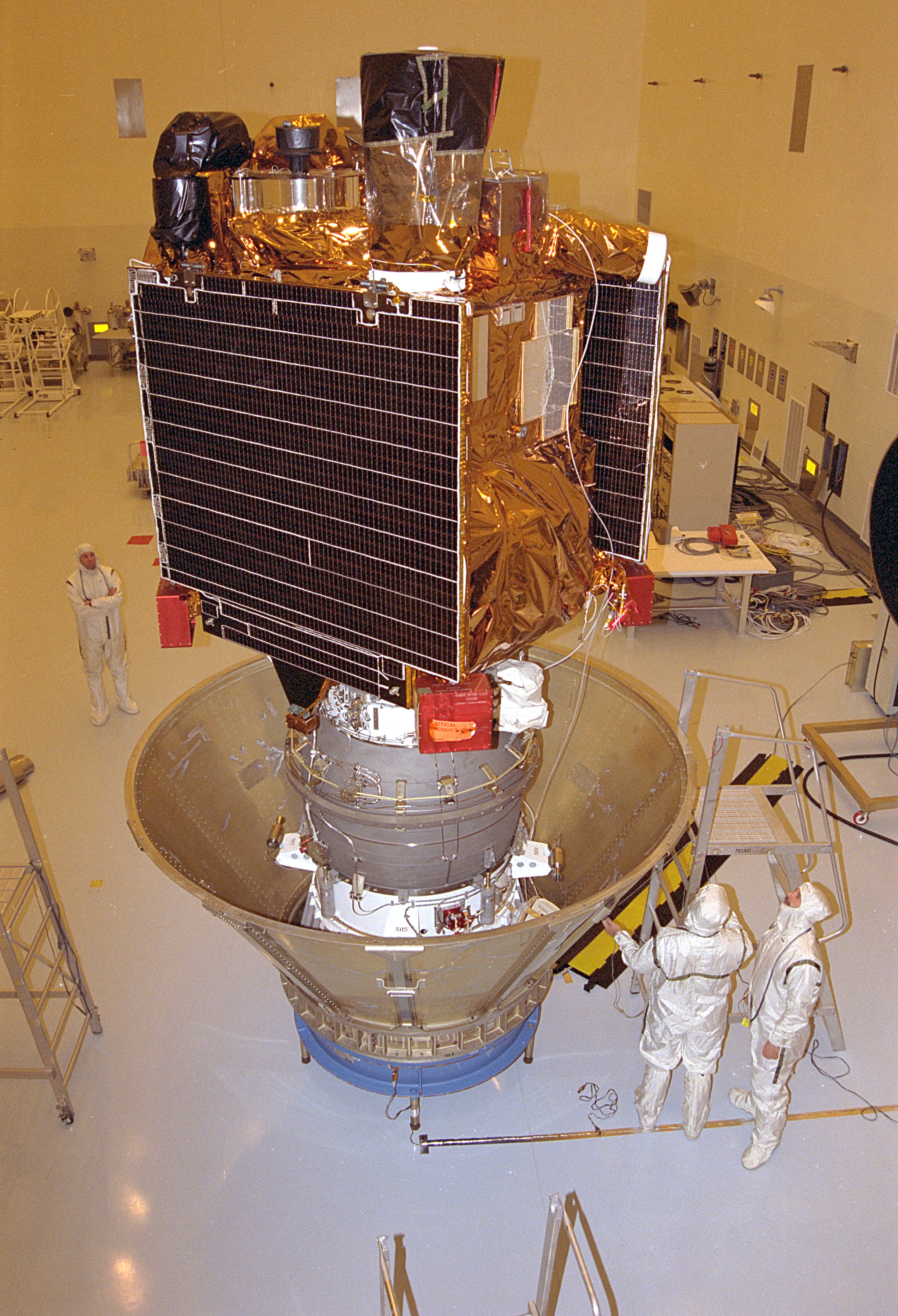
Mars Global Surveyor vor dem Start

Mars Global Surveyor (MGS) war eine Raumsonde der NASA zur Erforschung des Planeten Mars aus einer Umlaufbahn. Sie startete am 7. November 1996 an Bord einer Delta-II-Trägerrakete und begann etwa im März 1999 mit der Erkundung des Roten Planeten. Am 2. November 2006 ging die Sonde aufgrund eines Fehlers des Bodenpersonals verloren.
Die wichtigsten Aufgaben der Mission lagen in der Gewinnung hochauflösender Fotos für die Vermessung und Kartierung der Topografie, in der Erforschung der Zusammensetzung des Marsgesteins, der Rolle des Wassers in der Planetengeschichte sowie in der Erforschung der Atmosphäre bzw. des Klimas und Wetters, des Magnetfelds und des Gravitationsfelds. Des Weiteren wurde der Orbiter dazu eingesetzt, die Signale einiger Lander von der Marsoberfläche zur Erde weiterzuleiten.

## Vorgaben
Das Projekt Mars Global Surveyor entstand mit der Zielvorgabe, schnell eine kostengünstige Mars-Erforschungsmission zu entwickeln, als Ersatz für den gescheiterten Mars Observer. Das Ende der Hauptmission wurde auf August 2001 festgelegt.

## Missionsauftakt
Am 7. November 1996 startete die über eine Tonne (1062,1 kg) wiegende Sonde. Sie erreichte den Mars nach einer Flugzeit von zehn Monaten am 11. September 1997.
Die Angleichung der Umlaufbahn durch mehrere Manöver und das Aerobraking-Verfahren verzögerte sich dann aufgrund eines Fehlers in den Solarmodulen um über ein Jahr. Die Zielumlaufbahn erreichte MGS schließlich im März 1999.

## Ergebnisse
Seit dem Erreichen der Marsumlaufbahn machte die Sonde Fotos der gesamten Oberfläche in sehr hoher Auflösung. Teilweise sind auf den Aufnahmen Details von weniger als zwei Metern Größe erkennbar. Diese Aufnahmen übertrafen damit deutlich die in den 1970er Jahren gemachten Fotos der Viking-Orbiter. Erst die Bilder der europäischen Sonde Mars Express übertrafen diese. Insgesamt hat MGS bis zum Oktober 2006 über 240.000 Aufnahmen zur Erde gesandt.
Für die wissenschaftliche Presse interessant wurde die Mission vor allem durch die hochaufgelösten Fotos ehemaliger Flussbetten und Seen. Sie werden als wichtige Anzeichen für die Existenz von einst flüssigem Wasser auf dem Mars gedeutet. Am 6. Dezember 2006 gab die NASA auf einer Pressekonferenz bekannt, dass man deutliche Hinweise von fließendem Wasser auf dem Mars entdeckt habe, die sich dort erst während der letzten sieben Jahre gebildet haben. Der Mars Global Surveyor hatte im September 2005 eine Aufnahme gemacht, auf der zwei etwa einen Kilometer lange Erdrinnen zu sehen sind. Sie haben fingerartige Verzweigungen am unteren Ende, die sich leicht um kleine Objekte herumwinden.
Eine wichtige Rolle spielte die Sonde außerdem nach der Landung der US-amerikanischen Mars-Lander Spirit und Opportunity am 4. und 25. Januar 2004. Obwohl beide Fahrzeuge auch direkt mit der Erde kommunizieren konnten, wurden die größten Datenmengen von der Oberfläche über Orbiter im Marsorbit verschickt, um Energie zu sparen.
Am 23. Oktober 2001 erhielt MGS zudem Gesellschaft durch die NASA-Sonde 2001 Mars Odyssey, nachdem 1999 die beiden Missionen Mars Climate Orbiter und Mars Polar Lander gescheitert waren.
Die Sonde hatte ihre geplante Lebensdauer schon bei weitem überschritten, als die Mission im September 2006 durch die NASA um weitere zwei Jahre verlängert wurde.
Zudem wurde gezielt das Marsgesicht beobachtet, das 1976 vom Orbiter der Raumsonde Viking I fotografiert worden war. Die neuen Fotos entlarvten es als unförmige Felsformation, die nur aufgrund von Lichteinfall und Bildfehlern einem Gesicht ähnelten. Somit war Mars Global Surveyor die erste Raumsonde, die gezielt die mutmaßlichen Spuren einer außerirdischen Zivilisation untersuchte.

## Kontaktverlust

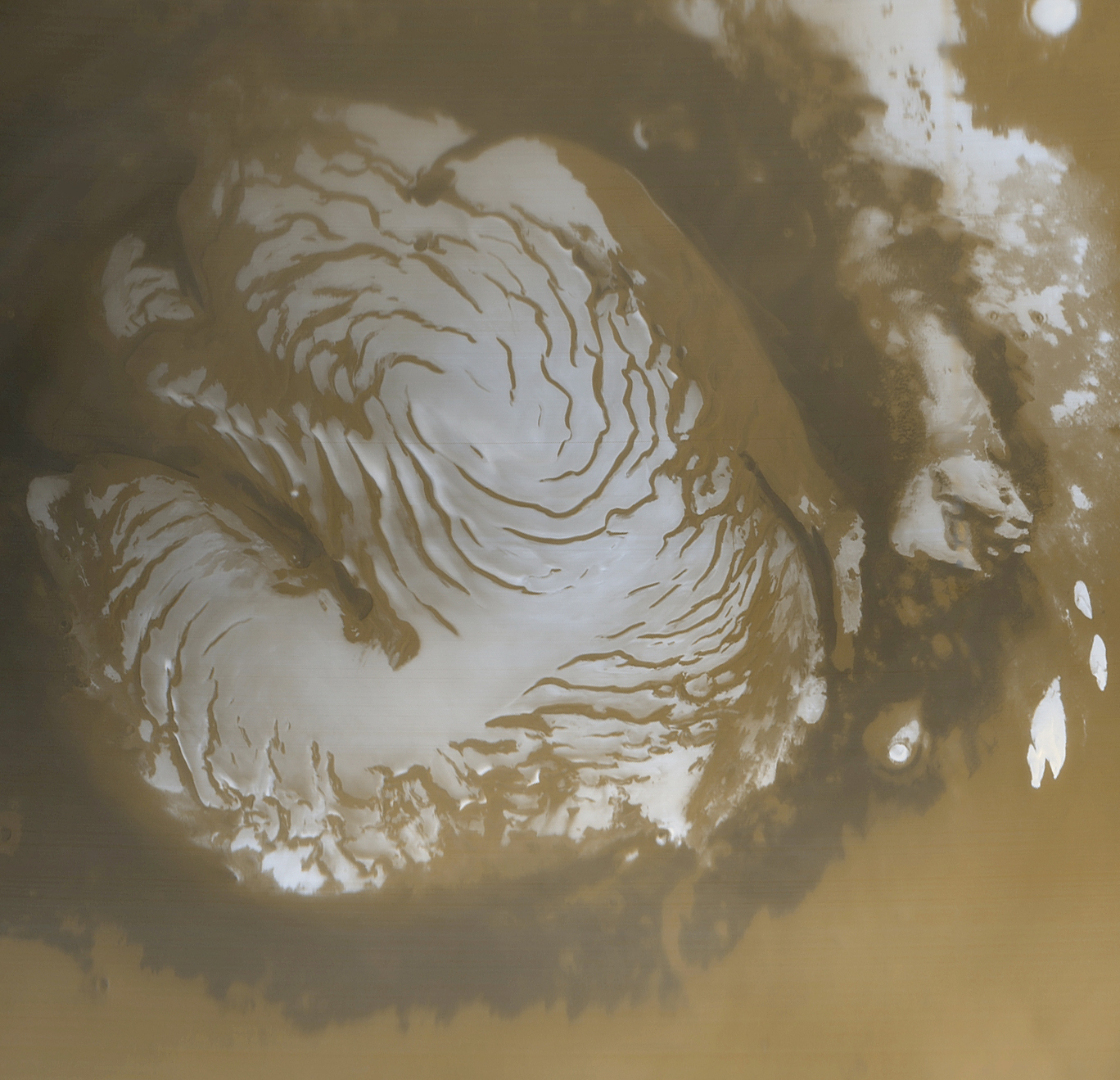
MGS-Aufnahme der Nordpolkappe des Mars

Am 2. November 2006 – kurz vor dem zehnjährigen Jubiläum ihres Starts – riss die Kommunikation mit Mars Global Surveyor (damals die dienstälteste Marssonde) ab. Selbst ihr Trägersignal wurde nicht mehr empfangen. Nach Problemen mit einem der beiden Solarzellenausleger war die Sonde vermutlich nicht mehr richtig zur Sonne ausgerichtet worden und bekam nun nicht mehr genügend Strom zum Betrieb der Bordgeräte. Laut dem Missionskontrollzentrum der NASA, dem Jet Propulsion Laboratory (JPL) in Pasadena, Kalifornien, musste davon ausgegangen werden, dass die Sonde verloren ist.

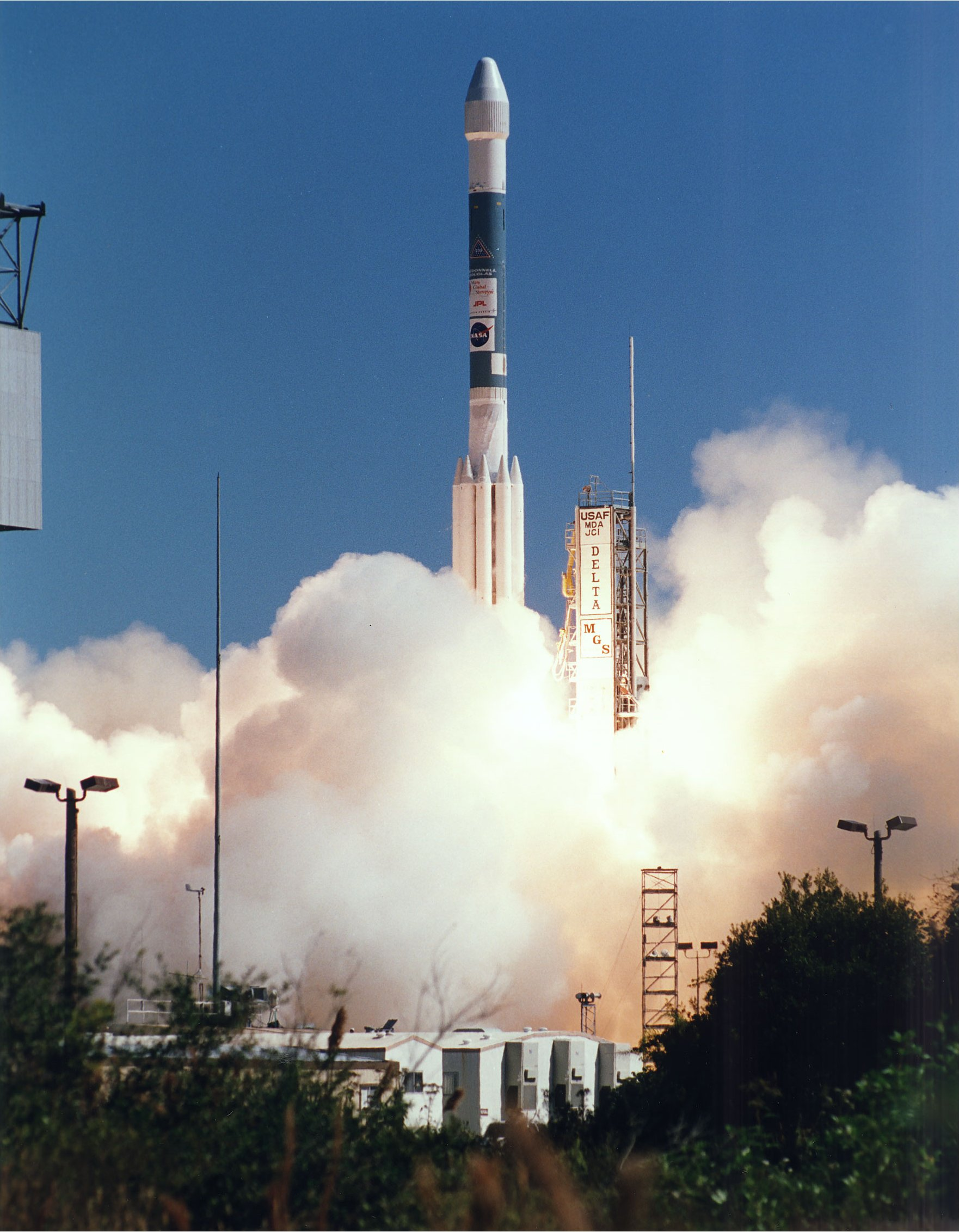
Der Start von Mars Global Surveyor

Daraufhin versuchten die NASA und die ESA, die Sonde mithilfe der Kameras ihrer Mars-Orbiter Mars Reconnaissance Orbiter und Mars Express zu finden. Die Versuche wurden am 28. Januar 2007 ergebnislos abgebrochen.
Am 10. Januar 2007 setzte die NASA eine interne Untersuchungskommission ein, die den Grund für den plötzlichen Kontaktverlust ermitteln sollte.

Am 13. April 2007 legte die Kommission ihren vorläufigen Bericht vor. Demnach führte eine Reihe von Ereignissen bereits fünf Monate vor dem Kontaktverlust (Juni 2006) dazu, dass MGS fehlerhafte Daten für die Sondenausrichtung erhielt, die sich später fatal auswirken sollten: Am 2. November 2006 wurde die Sonde routinemäßig angewiesen, ihre Solarpaneele neu auszurichten. Die Sonde gab mehrere Alarme ab, meldete dann jedoch, dass sie sich stabilisiert hatte. Danach verlor die Bodenstation den Kontakt. Die Sonde hatte sich so gedreht, dass einer der beiden Akkus dem Sonnenlicht direkt ausgesetzt war. Das führte zu einer Erwärmung, die von der Bordelektronik als Überladung der Akkus interpretiert wurde. Daraufhin wurde automatisch die Aufladung durch die Solarzellen abgeschaltet, was innerhalb weniger Stunden zu einer vollständigen Entladung beider Akkumulatoren führte und sie damit zumindest beschädigen musste. Da außerdem die Funkantenne falsch ausgerichtet war, konnte MGS der Bodenstation seinen Zustand nicht mitteilen. Der Untersuchungsbericht weist darauf hin, dass die Routineprozeduren, die vom Bodenpersonal angewendet worden waren, in diesem Fall nicht effektiv gewesen waren. Zukünftig sollen mehr nicht-routinemäßige Szenarien in der Flugsoftware der Satelliten einen Schutz vor Überhitzung bieten.

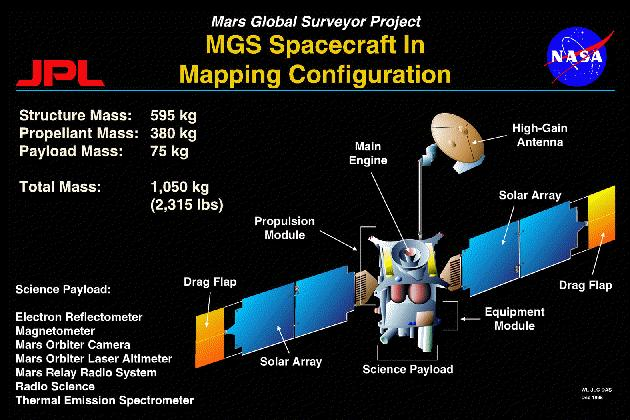
Skizze von MGS